# Chupacabra
Der Chupacabra auch Chupacabras (vom Spanischen chupar: „saugen“ und cabra: „Ziege“) geschrieben, ist ein lateinamerikanisches Fabelwesen, das Kleinvieh wie Ziegen oder Schafe gleich einem Vampir in die Kehle beißen und dann das Blut aussaugen soll. Die ersten Berichte kamen 1995 aus Puerto Rico, mittlerweile wird von diesem Phänomen in ganz Lateinamerika bis nach Südkalifornien und Texas berichtet. Der Chupacabra ist ein klassisches Beispiel einer modernen Sage (Urban Legend) und wird gerne von Kryptozoologen zitiert.

## Aussehen

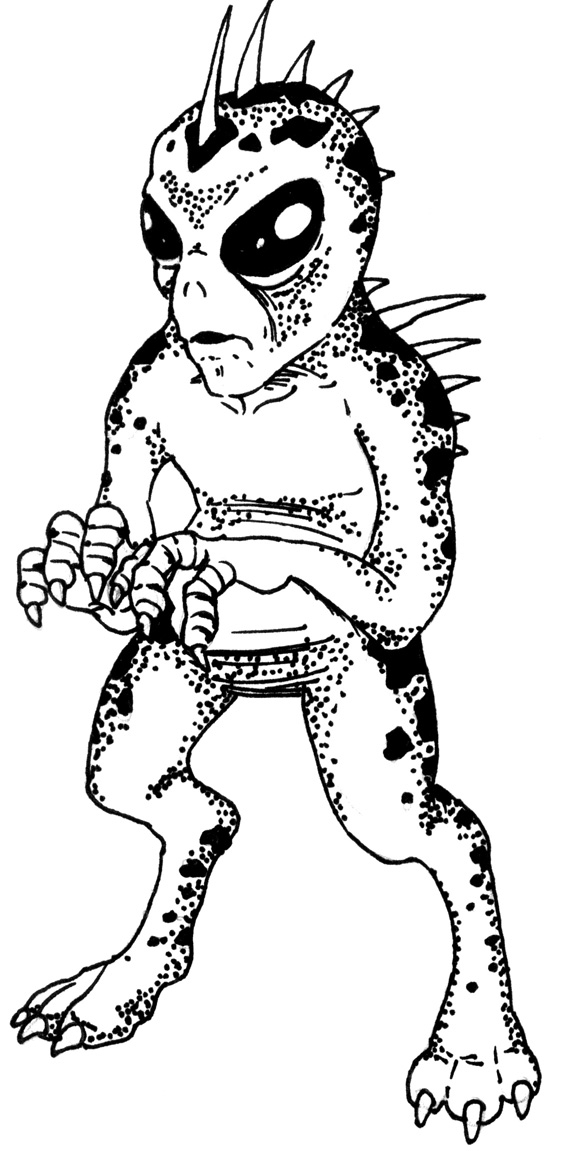
Zeichnung eines zweibeinigen Chupacabra.

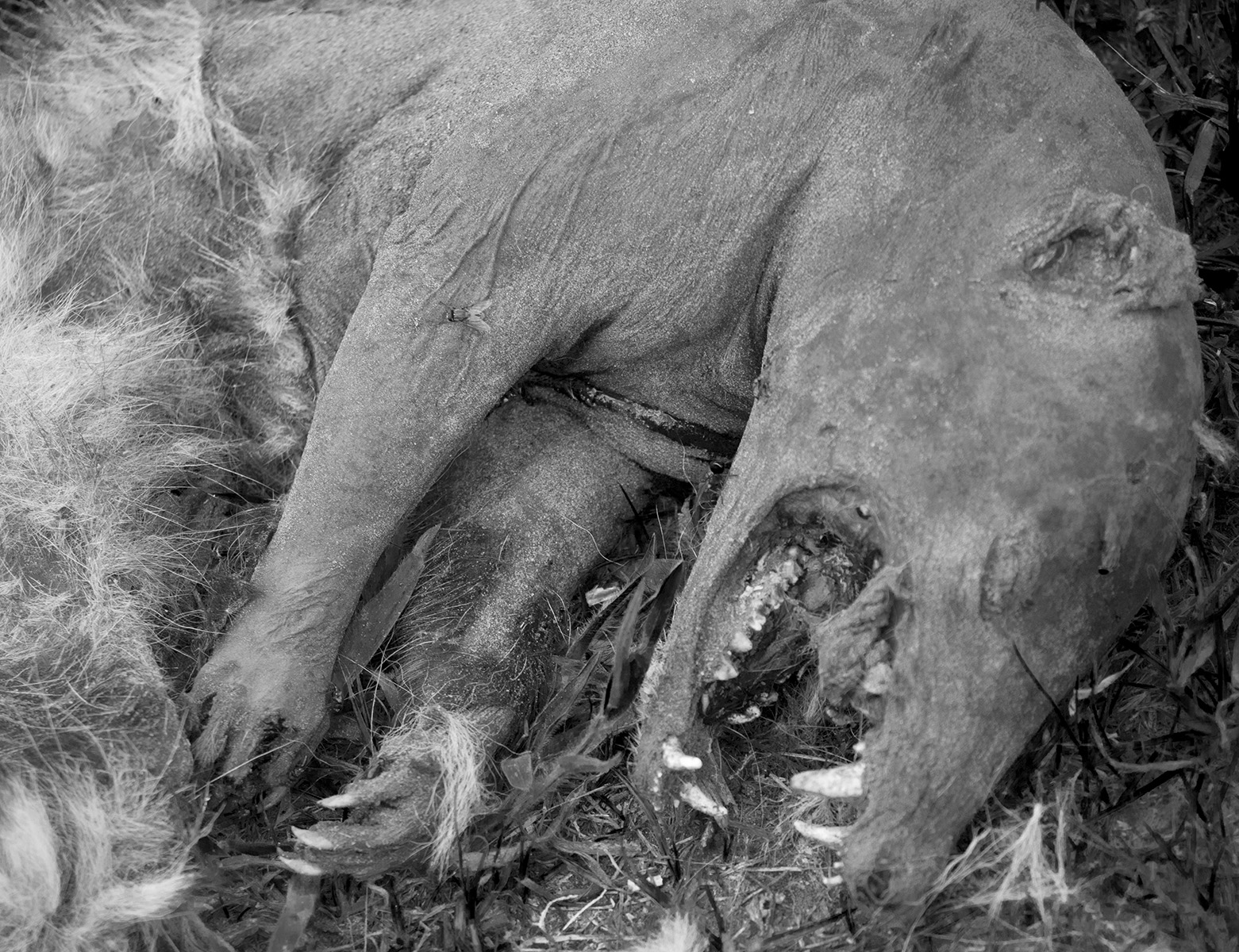
Foto eines angeblichen vierbeinigen Chupacabra in Florida.

Der Chupacabra wurde zunächst als ein wie ein Känguru auf Hinterbeinen stehendes Wesen von etwa 1,50 m Höhe mit roten Augen beschrieben. Für derartige Wesen konnten aber nie greifbare Beweise erbracht werden. Spätere Sichtungen beschrieben ihn als haarlosen Vierbeiner mit einem Grat aus Stacheln oder Fell entlang des Rückgrats. Für die letztere Variante wurden Kadaver präsentiert, bei denen es sich laut Untersuchungen um mit Räude befallene Kojoten, Wölfe oder Haushunde handelte. Der Chupacabra soll Kleinvieh wie Hühner oder Ziegen angreifen und deren Blut saugen. Generell wird der Chupacabra sehr unterschiedlich interpretiert, doch die momentan häufigste Form ist ein gruselig aussehendes Wesen, das einem haarlosen Wolf ähnelt, wodurch die meisten Chupacabra-Sichtungen auch auf räudige Tiere zurückgehen.

## Erklärungen
In Lateinamerika ist die Räude sehr weit verbreitet. Tiere, die befallen sind, haben kaum noch Fell und sehen abgemagert aus. Diese Erscheinung ähnelt zumindest den natürlicheren Formen des Chupacabra, die nicht durch Medien und Geschichten überdramatisiert wurden. Andere Erklärungen könnten Änderungen der Futterzusammensetzung von Raubtieren sein, die sie dazu bringt, Nutztiere anzugreifen. Auch sitzt der Begriff Chupacabra oft recht locker und so werden die verschiedensten unidentifizierbaren Raubtiere (verwesende Katzen, räudige Kojoten, getrocknete Haikadaver) als Chupacabra benannt.

## Rezeption
Obwohl das Fabelwesen verhältnismäßig neu ist, gibt es darauf bereits einige popkulturelle Bezüge:
- In einer Episode der Mysteryserie Akte X verwandelt sich ein Mensch in einen Chupacabra (Episode 4.11: Der Chupacabra).
- In Bones – Die Knochenjägerin wurde in einer Folge (Episode 6.18: Die fabelhafte Welt des Verbrechens) die Vermutung aufgestellt, dass ein Fernsehmoderator von einem Chupacabra ermordet wurde.
- Ein Chupacabra ist Schwerpunkt einer Folge der Zeichentrickserie South Park (Episode 16.04: Jewpacabra).
- Phineas und Ferb  nimmt das Thema ebenfalls auf (Folge 5.09a: Jagd auf Chupacabra).
- In der Serie Grimm (Folge 4.08: Chupacabra) taucht ebenfalls ein Chupacabra auf.
- Im Streamingdienst Netflix wird 2023 ein Film aus der Kategorie „Familienfilme“ mit dem Titel Chupa angeboten. Ein kleiner Junge (dargestellt von Evan Whitten) erlebt ein Abenteuer in Mexiko mit einem Jungtier eines Chupacabra[5]